# Rouské
Rouské (deutsch Rauske, früher Rausko) ist eine Gemeinde in Tschechien. Sie liegt drei Kilometer westlich von Kelč und gehört zum Okres Přerov. Rouské erlangte Bekanntheit durch seine zahlreichen Sonnenuhren.

## Geographie
Rouské befindet linksseitig über dem Tal der Juhyně auf einer Kuppe in der Kelečská pahorkatina (Keltscher Hügelland). Nordöstlich erhebt sich die Strážné (399 m) und im Süden der Stráž (433 m).
Nachbarorte sind Malhotice und Horní Těšice im Norden, Dolní Těšice und Němetice im Nordosten, Kelč und Posvátno im Osten, Police und Lhota im Südosten, Babice, Komárno und Provodovice im Süden, Všechovice im Südwesten, Býškovice im Westen sowie Rakov im Nordwesten.

## Geschichte
Münzfunde weisen darauf hin, dass nordöstlich des Dorfes ein Handelsweg der Bernsteinstraße nach Kelč führte. 1938 fand ein Junge bei der Kartoffelernte dort am Hügel Strážné den Keltscher Münzschatz (Kelečský poklad). Die etwa 1500 ganzen und halben Münzen mit einem Gewicht von 43,3 Dekagramm stammen aus der Zeit zwischen 1002 und 1020.
Ruske bildete zu Beginn des 14. Jahrhunderts ein bischöfliches Lehn und wurde 1320 erstmals schriftlich erwähnt. 1389 wurde der Ort als Ruski, 1408 als Rusko, 1410 als Ruské und 1475 als Rousko bezeichnet. 1516 wurde der schlesische Adlige Jan d. Ä. Obešlík von Lipultovice, ein Sohn des Drahotušer Burgvogtes Jan von Lipultovice mit dem Gut belehnt. Jan d. Ä. war wahrscheinlich auch der Erbauer der Feste Rouské und besaß zudem auch die umliegenden Lehngüter Kladeruby, Komárovice, Babice und Malhotice. Er wirkte unter Bischof Stanislaus Thurzo ab 1526 als Beisitzer und ab 1533 als Rat am bischöflichen Lehnsgericht Kremsier. Nachfolgender Besitzer der Feste und des Gutes war zwischen 1547 und 1554 sein Sohn Tysult Obešlík, der die Feste Babice zu seinem Sitz machte. 1555 war Oneš von Zástřizl mit Rouské belehnt, ihm folgte noch im selben Jahre Petr Šmerhovský von Lidkovice. 1580 wurde das Lehen auf Oldřich und Matyáš, die Söhne Jans d. Ä. Šmerhovský übertragen. Ab 1585 wurde der Ort Rouský genannt. Wegen seiner Beteiligung an der Mansfeldschen Rebellion von 1626 verlor Jan Šmerhovský das Lehn, welches an die Ritter Rotenberg von Katscher und Dirschel (Rotmberkové z Ketře a Drslavě) ging. Nach dem Tode des bischöflichen Rates Heinrich von Rotenberg († 1653) wurde das Lehen Rusky 1654 eingezogen und mit der Herrschaft Kelč vereinigt. Die Feste verlor damit ihre Bedeutung als Adelssitz und verfiel; an ihrer Stelle entstand ein bischöflicher Hof. Weitere Namensformen waren Rausky (1676), Rauschky (1718) und Rausska, Rauska bzw. Rauschka (1771). Bis zur Mitte des 19. Jahrhunderts blieb das Dorf immer nach Kelč untertänig, wohin es auch gepfarrt war.
Nach der Aufhebung der Patrimonialherrschaften bildete Rousko/Rausko ab 1850 eine Gemeinde in der Bezirkshauptmannschaft Holleschau. Im Jahre 1876 wurde der Ort dem Bezirk Mährisch Weißkirchen zugeordnet. Seit 1921 führt die Gemeinde den Namen Rouské. Nach der Aufhebung des Okres Hranice wurde Rouské 1960 dem Okres Přerov zugeordnet. Ab 1976 war Rouské zunächst dem Örtlichen Nationalausschuss Všechovice angeschlossen und seit 1983 gänzlich nach Všechovice eingemeindet. Seit dem 24. November 1990 bildet Rouské wieder eine eigene Gemeinde.
Beim Wettbewerb "Dorf des Jahres" wurde Rouské 2002 mit dem Blauen Band für das gemeinschaftliche und kulturelle Leben ausgezeichnet; 2007 wurde die Gemeinde Wettbewerbssieger im Olomoucký kraj. Ethnographisch gehört der Ort zur Hanna-Region Záhoran.

## Gemeindegliederung
Für die Gemeinde Rouské sind keine Ortsteile ausgewiesen.

## Sehenswürdigkeiten
- Jan-Jiskra-Linde, der geschützte Baum ist etwa 650 Jahre alt
- Bildstock an der Jan Jiskra-Linde, er wurde im 17. Jahrhundert aus einem Stück Eichenholz gefertigt und 2004 restauriert
- Kapelle der hl. Kreuzerhöhung, erbaut um 1850 anstelle eines kleinen Glockenturmes
- Barocke Statue des hl. Johannes von Nepomuk auf dem Dorfplatz, geschaffen 1781
- mehrere Sonnenuhren, darunter eine analemmatische auf dem Dorfplatz, eine steinerne auf dem Platz Rozárka
- Gedenkstein aus dem Jahre 1928
- Zwei Steinkreuze